# Kesäsaari (ö i Finland, Norra Österbotten)
Kesäsaari är en ö i Finland. Den ligger i sjön Yli-Kitka och i kommunen Kuusamo i den ekonomiska regionen  Koillismaa ekonomiska region  och landskapet Norra Österbotten, i den nordöstra delen av landet, 700 km norr om huvudstaden Helsingfors. Öns area är 12,2 hektar och dess största längd är 0,9 kilometer i öst-västlig riktning.